# Dawit Bolkwadze
Dawit Bolkwadze (gruz. დავით ბოლქვაძე, ur. 5 czerwca 1980 w Tbilisi) – gruziński piłkarz, grający na pozycji pomocnika, reprezentant Gruzji, od 2010 roku zawodnik Olimpi Rustawi.